# Ooencyrtus solidus
Ooencyrtus solidus är en stekelart som beskrevs av Khlopunov 1981. Ooencyrtus solidus ingår i släktet Ooencyrtus och familjen sköldlussteklar.
Artens utbredningsområde är Finland. Inga underarter finns listade i Catalogue of Life.